# Флаг Пушкина
Флаг муниципального образования город Пу́шкин в Пушкинском районе города Санкт-Петербурга Российской Федерации — опознавательно-правовой знак, служащий официальным символом муниципального образования.
Флаг утверждён 25 марта 2010 года и внесён в Государственный геральдический регистр Российской Федерации.

## Описание
«Флаг муниципального образования город Пушкин представляет собой прямоугольное полотнище с отношением ширины флага к длине — 2:3, воспроизводящее композицию малого герба муниципального образования город Пушкин в красном и жёлтом цветах».
Малым гербом муниципального образования является исторический герб (утверждённый в 1831 году) города Царское Село (без дополнительного элемента — императорской короны поверх щита). Геральдическое описание малого герба гласит: «В червлёном (красном) поле золотой коронованный вензель императрицы Екатерины I».

## Обоснование символики
1 (13) марта 1831 года министром императорского двора князем Петром Михайловичем Волконским было составлено описание гербов городов Царского Села (прежнее названия города Пушкин) и Петергофа. В письме генерал-лейтенанту Якову Васильевичу Захаржевскому он пишет: «Вследствие Высочайшего повеления предлагаю Вашему превосходительству доставить мне рисунок герба Царского Села, буде он есть; если же нет, то составить рисунок изображающий в щите вензелевое имя Государыни Императрицы Екатерины Первыя под короною; составить подобные рисунки гербов: 1-й, для Петергофа: с вензелевым именем Государя Петра по образцу вензелей, имеющихся на балконах дворца, и 2-й, для Гатчины с вензелевым именем Государя Императора Павла».
Вензель Екатерины I помещён на гербе потому, что именно её принято считать основательницей Царского Села.
12 (24) марта 1831 года императором Николаем I был издан указ «О гербах для Царского Села и Петергофа». Опубликованное в Полном собрании законов Российской империи узаконение не содержало ни описания, ни изображения утверждённого герба. Герб Царского Села представлял собой: «В щите вензелевое имя государыни императрицы Екатерины Первыя под короною». Другое сходное описание: «Вензелевое имя императрицы Екатерины Первыя под короною, в щите» — в гербовнике Рейтерна. В этом же гербовнике — красочное изображение герба.
Красный цвет — символ жизнеутверждающей силы, мужества, самоотверженности, праздника, красоты, солнца и тепла.
Жёлтый цвет (золото) — символ божественного сияния, благодати, прочности, величия, солнечного света. Символизирует также могущество, силу, постоянство, знатность, справедливость, верность.